# Ratón de ferretería
Ratón de ferretería és una pel·lícula veneçolana de 1985 dirigida per Román Chalbaud basada en la seva obra teatral homònima.

## Argument
Després del seu èxit en la televisió i aconseguir estabilitat econòmica, el protagonista es dedica al que creu que és la seva vocació, l'escriptura.

## Repartiment
| Actor              | Personatge |
| ------------------ | ---------- |
| Rafael Briceño     |            |
| Alejandro Corona   |            |
| Jorge Corona       |            |
| Chela D'Gar        |            |
| Julio Gasette      |            |
| Miguel Ángel Landa | Adonay     |
| Marilyn            |            |
| Jenny Noguera      |            |
| Tania Sarabia      |            |
| Hilda Vera         |            |

## Refefències
1. ↑  Ratón de ferretería a cinelatinoamericano.org